# Centaureinae
Centaureinae, podtribus glavočika, dio tribusa Cardueae u potporodici Carduoideae.

## Opis
Višegodišnje, dvogodišnje ili jednogodišnje zeljaste biljke, grmovi ili vrlo rijetko stabla, rijetko bodljikavi. Kapitula često heterogamna sa sterilnim blistavim cvjetićima, rijetko homogamna. Involukralne brakteje često s raznolikim ljuskavim, vlaknastim, pektinastim, bodljikavim ili nebodljikavim dodatkom; najdublje brakteje uvijek s rahlim dodatkom. Ahenije sa sklerificiranim perikarpom. Insercijska areola konkavna, lateralno-adaksijalna, vrlo rijetko (Crupina) ravna, često s elaiosomom. Apikalna ploča ravna. Papus umetnut na parenhimatoznom prstenu u apikalnoj ploči, dvostruk, formiran od dva reda različito perastih čekinja, rijetko pojedinačni pobačajem, listopadni ili postojani. Podpleme Centaureinae bilo je predmet mnogih studija u svakom pogledu: morfologije, broja kromosoma, tipova peludi i, u novije vrijeme, sveobuhvatnih molekularnih istraživanja. Kao rezultat toga, glavni problem skupine (prirodno razgraničenje velikog roda Centaurea) konačno je riješen (Garcia-Jacas et al. 2000, 2001; Greuter et al. 2001). Evolucija svojstava također se čini jasnom i vrlo je ilustrativnom.

## Rodovi
1. Subtribus Centaureinae (Cass.) Dumort.
  1. Schischkinia Iljin (1 sp.)
  2. Stizolophus Cass. (4 spp.)
  3. Zoegea L. (3 spp.)
  4. Plectocephalus D. Don (14 spp.)
  5. Phalacrachaena Iljin (2 spp.)
  6. Psephellus Cass. (112 spp.)
  7. Centaurea L. (776 spp.)
  8. Hymenocephalus Jaub. & Spach (1 sp.)
  9. Carthamus L. (16 spp.)
  10. Crocodylium Vaill. (3 spp.)
  11. Carduncellus Adans. (25 spp.)
  12. Phonus Hill (3 spp.)
  13. Archiserratula L. Martins (1 sp.)
  14. Serratula L. (4 spp.)
  15. Klasea Cass. (56 spp.)
  16. Crupina (Pers.) DC. (3 spp.)
  17. Rhaponticoides Vaill. (32 spp.)
  18. Karvandarina Rech. fil. (2 spp.)
  19. Callicephalus C. A. Mey. (1 sp.)
  20. Cheirolophus Cass. (28 spp.)
  21. Oligochaeta (DC.) K. Koch (3 spp.)
  22. Myopordon Boiss. (6 spp.)
  23. Rhaponticum Vaill. (28 spp.)
  24. Ochrocephala Dittrich (1 sp.)
  25. Centaurothamnus Wagenitz & Dittrich (1 sp.)
  26. Mantisalca Cass. (6 spp.)
  27. Goniocaulon Cass. (1 sp.)
  28. Tricholepis DC. (21 spp.)
  29. Russowia C. Winkl. (1 sp.)
  30. Plagiobasis Schrenk (1 sp.)
  31. Amberboa (Pers.) Less. (12 spp.)
  32. Volutaria Cass. (16 spp.)